# Полтавская губернская учёная архивная комиссия

Генерал-лейтенант А. П. Потоцкий, первый Председатель комиссии с 1903 по 1905 г. и её почетный член

Полтавская губернская учëная архивная комиссия — региональная организация, созданная в Российской империи по плану реорганизации архивного дела в России Н. В. Калачова, и одобренному министром внутренних дел графом Дмитрием Александровичем Толстым Положением Комитета министров «Об учреждении учёных архивных комиссий и исторических архивов», утверждённом 13 апреля 1884 года императором Александром III.
Создана в 1903 году в г. Полтава. На основании «Положения о губернских исторических архивах и ученые архивные комиссии 1884 г.» и по инициативе историков и краеведов края И. Ф. Павловского, В. И. Василенко, А. А. Грановского, Д. А. Иваненко, А. Ф. Мальцева, В. Л. Модзалевского, Ф. Д. Николайчика, Л. В. Падалки, В. А. Пархоменко, А. П. Потоцкого (первый Председатель комиссии с октября 1903 г. по август 1905 г. и её почетный член), Н. А. Старицкой, В. М. Терлецкого, В. А. Щепотьева и др.
В задачи комиссии входило выявление, концентрация и упорядочения документальных материалов, представлявших собой научно-историческую ценность. В научном отношении комиссия была подчинена Санкт-Петербургскому археологическому институту, а в административном — полтавскому губернатору.
Специальных ассигнований комиссия не имела и содержалась на средства, поступавшие от членских взносов и пожертвований частных лиц — любителей древностей.
Среди её членов были энтузиасты-меценаты, в частности, полтавский городской голова, почетный гражданин Полтавы В. П. Трегубов, член губернского присутствия М. В. Быков (племянник Н. В. Гоголя и зять А. А. Пушкина — сына А. С. Пушкина); бывший служащий Крестьянского банка этнограф В. И. Василенко, писатель В. П. Горленко. Впоследствии, действительными членами комиссии стали В. И. Трипольский, полтавский художник-фотограф И. Ц. Хмелевский, бывший преподаватель полтавской второй мужской гимназии, историк М. Г. Астряб, историк-архивист В. А. Барвинский (Харьков), археолог и этнограф К. М. Скаржинская (Лубенский уезд), историк права М. П. Василенко (Киев), основатель Миргородского курорта И. А. Зубковский (Миргород), педагоги И. А. Неутриевский (Новгород-Северский), С. В. Рклицкий (Кременчуг), С. Д. Щербак (Москва) и другие. Среди почëтных членов комиссии были известные учëные: Д. И. Багалей, А. Я. Ефименко, В. С. Иконников, А. И. Левицкий, М. И. Петров, Н. Ф. Сумцов, Д. И. Яворницкий.
Результаты научных исследований печатались в «Трудах Полтавской ученой Архивной комиссии», а также в виде отдельных изданий (более 20), среди них:
- «Актовые книги Полтавского городового уряда XVII в.» (вышло три выпуска под редакцией В. Модзалевского),
- «Битва под Полтавой 27 июня 1709 г. и её памятники» И. Ф. Павловского (Полтава, 1908),
- «Малороссийское козачье ополчение в Крымскую войну» (Полтава, 1910),
- Павловский И. Ф. «Краткий биографический словарь ученых и писателей Полтавской губернии с половины XVIII в.» (Полтава, 1912),
- «Прошлое Полтавской территории и её заселение» Л. В. Падалки (Полтава, 1914),
- справочный указатель к «Киевской старине» и др.

Члены комиссии приняли участие в создании архива при Музее Полтавской губернской земской управы.
Комиссия прекратила своё существование в годы Гражданской войны в 1918 году.

## Источник
- Полтавщина: Енциклопедичний довідник (За ред. А. В. Кудрицького.- К.: УЕ, 1992). Стор. 713—714  (укр.)